# 今夜はプネ・プネ
『今夜はプネ・プネ』（こんやはプネプネ）は、日本テレビ系列局の一部で放送されていた日本テレビ製作のバラエティ番組である。製作局の日本テレビでは2001年4月8日（4月7日深夜）から9月30日（9月29日深夜）まで、毎週日曜0:50 - 1:50（土曜深夜、日本標準時）に放送。

## 概要
前番組『プレイヤーズ』から引き続き、ネプチューンのメンバーが出演していた深夜番組である。ただし、こちらは視聴者参加型の企画を主軸とするなど、番組自体の内容は大きく変化していた。

## 出演者
- 名倉潤（ネプチューン）
- 原田泰造（ネプチューン）
- 堀内健（ネプチューン）
- 山崎弘也（アンタッチャブル）
- 柴田英嗣（アンタッチャブル）

## コーナー
- ときめき！ギャグオーディション
- ミッションCD
- 金の斧と銀の斧

## エンディングテーマ
- Luv.Remix（myco）
- DEPORTATION〜but, never too late〜（奥井雅美）

| 日本テレビ 日曜0:50枠                         | 日本テレビ 日曜0:50枠                       | 日本テレビ 日曜0:50枠                          |
| 前番組                                        | 番組名                                      | 次番組                                         |
| --------------------------------------------- | ------------------------------------------- | ---------------------------------------------- |
| プレイヤーズ （2000年10月8日 - 2001年4月1日） | 今夜はプネ・プネ （2001年4月8日 - 9月30日） | ￥マネーの虎 （2001年10月7日 - 2002年3月31日） |